# Портер Котрелл
Портер Котрелл (англ. Porter Cottrell нар. 30 серпня 1962) — американський професійний бодібілдер, нині тренер. Переможець таких престижних змагань як Ніч Чемпіонів 1993.

## Біографія
30 серпня 1962 в м. Луїсвіль, штат Кентукі народився відомий бодібілдер Портер Котрелл. Хлопцеві не зовсім пощастило — він з'явився на світ з вродженим синдромом Туретта. На щастя, виявлялося воно у Портера лише у ледь помітній зміні міміки обличчя, тому хвороба анітрохи не завадила йому досягти успіху в житті.
З раннього дитинства захоплюючись спортом, Котрелл все ж і не думав про присвячення всього себе бодібілдингу. Як розповів він сам, інтерес до цього виду спорту був завжди, але спочатку на аматорському рівні. А виник він після перегляду популярного в той час кінофільму «Геркулес» і прочитання десятка спортивних журналів.
Але Портер завжди був реалістом і розумів, що найголовніше в житті — це впевненість у завтрашньому дні, яка може бути тільки за наявності постійної роботи. Тому він закінчив училище, отримавши спеціальність зварювальника, однак роботу вибрав собі під тон свій запальний характер — пожежний рятувальник. Під час навчання і роботи Котрелл завжди знаходив місце для занять в тренажерному залі, причому занять посилених, відповідно до всіх правил бодібілдингу.
За порадами друзів Портер подає заявку на участь в Джуніор Нашіоналс в 1988 році і виграє його. З тих пір він стає постійним учасником найпрестижніших змагань серед культуристів усього світу і незабаром отримує картку професіонала. Його найбільш гучні перемоги припали на 1993 рік, коли крім кількох турнірів штатів, він виграв ще і Ніч Чемпіонів. Також гідно він виглядав на Олімпії і на Арнольд Класік в різні роки (хоч і не став чемпіоном, але входив в 5-ку найкращих).
Вкрай важко було поєднувати таку відповідальну і небезпечну професію з необхідністю в постійних тренуваннях. Але Котрелл розробив свій власний графік занять і завдяки завзятості зумів довести, що для нього немає нічого неможливого.
Але він не збирався завжди ризикувати своїм життям і здоров'ям, а тому отримав ще й медичну освіту, так як на увазі своєї професії звик допомагати людям. Покінчивши з кар'єрою пожежного та завершивши кар'єру професійного культуриста, він організував свою компанію TEAM COTTRELL, яка займається реалізацією навчальних відео та друкованих статей з бодібілдингу, пауерліфтингу, фітнесу та підтримкою молодих спортивних талантів. Крім того, він містить кілька спортивних залів і розробляє власні програми для тренувань.
Будучи дуже різносторонньою особистістю, Котрелл завжди робив акцент на освіченості, кажучи таку фразу: «Ким би я не був, але моя освіта — це єдине, що ніхто і ніколи в мене не відніме».

## Виступи

### Перемоги
- Ніч Чемпіонів — 1 місце (1993)
- Нашіоналс — 1 місце (1991)
- Чикаго Про — 1 місце (1992, 1993)
- Ніагара Фаллз Про — 1 місце (1992)